# پروانه (حرکت ورزشی)

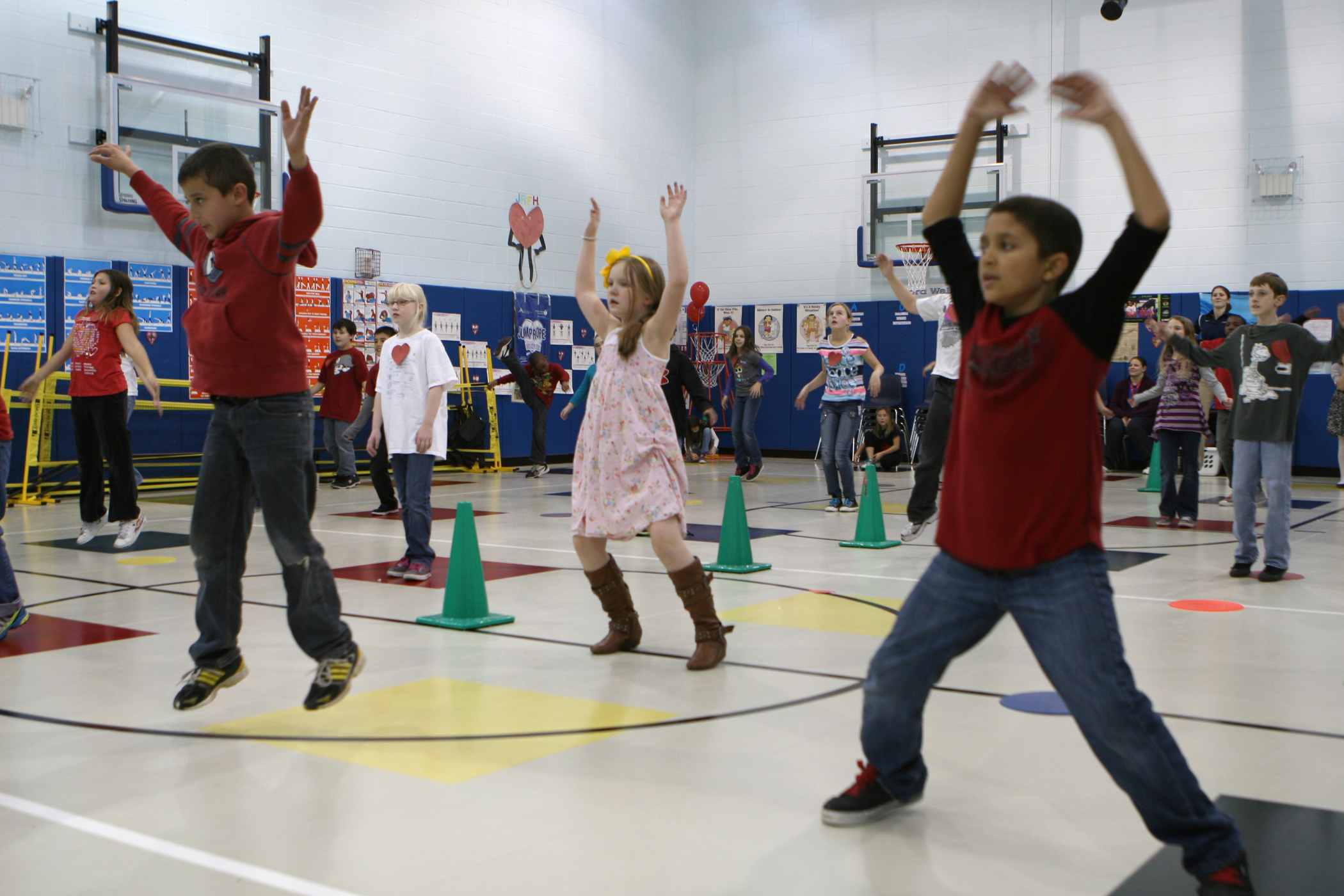
کودکان در حال انجام حرکت پروانه

پروانه یا جامپینگ جَک عنوان یک حرکت ورزشی است که در آن فرد در حالی که دست‌هایش در کنار بدنش قرار گرفته است می‌ایستد، سپس با یک جهش پاها را از هم باز و همزمان دست‌ها را بالای سر می‌برد، و پس از کمی مکث دوباره با جهشی دیگر به حالت اول باز می‌گردد. این حرکت باعث قوی‌تر شدن پاها و بازوها می‌شود.